# 扬·菲舍尔
扬·菲舍尔（捷克語：Jan Fischer，捷克語發音：[ˈjan ˈfɪʃɛr]，1951年1月2日—），捷克政治人物。曾于2009年5月至2010年6月间出任捷克总理。

## 生平
扬·菲舍尔1974年毕业于布拉格经济大学。1980年，菲舍尔加入捷克斯洛伐克共产党。1989年，东欧剧变后脱党。2003年4月24日至2010年7月27日，担任捷克统计局局长。 2009年，捷克众议院通过不信任案，米雷克·托波拉内克内阁被迫辞职。随后，捷克总统瓦茨拉夫·克劳斯任命扬·菲舍尔担任过渡政府总理。
2013年，扬·菲舍尔参加了2013年捷克总统选举，但在第一轮投票中得票率仅16.35%，未能进入第二轮投票。